# Dècada del 620 aC
La dècada del 620 aC comprèn el període que va des de l'1 de gener del 629 aC fins al 31 de desembre del 620 aC.

## Esdeveniments
- Diversos pobles de l'Imperi Assiri proclamen la seva independència, com els medes i els babilonis
- 621 aC. Reforma de Dracó a Atenes.

## Personatges destacats
- Assurbanipal
- Isop
- Profeta Jeremies